# Liste des primats de l'Église grecque-catholique ruthène
Liste des primats de l'Église grecque-catholique ruthène

## Évêques de Mukacevo des Ruthènes
- Alexis Potsy (28 juillet 1817-11 juillet 1831)
- Antal Papp (2 juin 1912-14 juillet 1924)
- Pietro Gebé (16 juillet 1924-1931)
- Alexander Stojka (3 mai 1932-31 mai 1943)
- Theodore Romzha (24 septembre 1944-1er novembre 1947)
  - vacant
- Constantin Szabó (16 juillet 1977-18 novembre 1982)
- Ivan Semedi (en) (26 mai 1983-12 novembre 2002)
- Milan Šašik (12 novembre 2002-aujourd'hui)